# Прюдан, Эмиль
Эмиль Расин Готье Прюдан (фр. Émile Racine Gauthier Prudent; 3 февраля 1817 — 14 мая 1863) — французский пианист, композитор и музыкальный педагог.

## Биография
Эмиль Прюдан родился в Ангулеме; никогда не знал своих родителей и был в раннем возрасте взят на воспитание настройщиком фортепиано, который дал ему первое музыкальное обучение. В десятилетнем возрасте поступил в Парижскую консерваторию, получив первый диплом по классу фортепиано в 1833 году и второй диплом по гармонии в 1834 году; ученик Пьера Циммермана и Феликса Ле Куппе. После окончания консерватории, не имея покровителей, ему пришлось какое-то время преодолевать финансовые трудности, но затем он добился успеха во время своего первого публичного исполнения. В 1836 году под впечатлением от парижских гастролей Сигизмунда Тальберга взял у него ряд занятий.
Первого успеха добился в 1840 году, исполнив свою фантазию на темы оперы «Лючия ди Ламмермур», ор. 8. Его репутация росла с каждым годом, что позволило ему вскоре регулярно концертировать во Франции и за рубежом, в том числе совершить две поездки в Англию в 1848 и 1852 годах с целью исполнения своих произведений. Оставил порядка семидесяти произведений, среди которых фортепианное трио, концерт-симфония, множество характерных пьес, несколько вариаций, аранжировок и этюдов, а также известных фантазий к оперным ариям. Преподавал в консерватории; среди учеников, в частности, Анри Ковальски.
Эмиль Расин Готье Прюдан скончался в 1863 году в Париже, где провёл большую часть своей жизни.
Согласно ЭСБЕ, «некоторые сочинения Прюдана отличаются грацией и вкусом». В XIX веке широкой известностью пользовались его этюды: «Hirondelle», «Souvenir de Beethoven», «Souvenir de Schubert», «Ronde de nuit».